# Marko Primorac
Marko Primorac (Zagreb, 25. listopada 1984.) hrvatski je ekonomist, od 2022. ministar financija, a od 2024. i potpredsjednik Vlade Republike Hrvatske.
Gimnaziju je završio 2003. godine, pa zatim studirao ekonomiju na Sveučilištu u Zagrebu. Godine 2008. godine završio je poslijediplomski studij menadžmenta, a 2013. godine obranio doktorat. Godine 2007. postaje predavač na Ekonomskom fakultetu, a 2016. postaje izvanredni profesor, a 2021. preuzima zvanje redovnoga profesora. Predavao je i na Pravnom fakultetu Sveučilišta u Zagrebu. 
U znanstvenom radu bavio se fiskalnom politikom, javnim financijama i upravljanjem rizicima. Radio je na istraživačkim projektima te bio konzultant Svjetske banke. Postao je vlasnik konzultantske tvrtke i obnašao dužnost potpredsjednika nadzornog odbora Hrvatske radiotelevizije. Bio je i savjetnik za gospodarstvo predsjednice Kolinde Grabar-Kitarović (2018. – 2020.)
U srpnju 2022. Hrvatska demokratska zajednica istaknula je njegovu kandidaturu za ministra financija nakon ostavke Zdravka Marića. Istog mjeseca tu je dužnost i preuzeo te ušao u vladu Andreja Plenkovića. Tu je funkciju zadržao i u Vladi uspostavljenoj u svibnju 2024., u kojoj je dodatno postao i potpredsjednik.